# Мечеть и гробница Джамали — Камали
Комплекс Джамали-Камали — мечеть и гробница, находится в археологической деревне в районе Мехраули в городе Дели. Памятник состоит из двух расположенных рядом строений: мечети и двойной гробницы Джамали и Камали.
Джамали («Jamali» переводится с языка урду как «красота») — псевдоним шейха Фазлуллы (Shaikh Fazlu’llah), который также известен как шейх Джамали Камбох (Shaikh Jamali Kamboh) из г. Джалал Хана (в современном Пакистане). Он был святым суфием и жил во время правления Сикандера Лоди (1489—1517) — второго правителя афганской династии Лоди.
Кем был Камали и чем он занимался — точно не известно. Известно только, что его жизнь была тесно связана с жизнью Джамали. Их именами назвали как мечеть, так и гробницу. Похоронены они также рядом. Здание гробницы и здание мечети построены в 1528—1529 годах, а в 1535 в гробнице был похоронен Джамали.

## Описание мечети

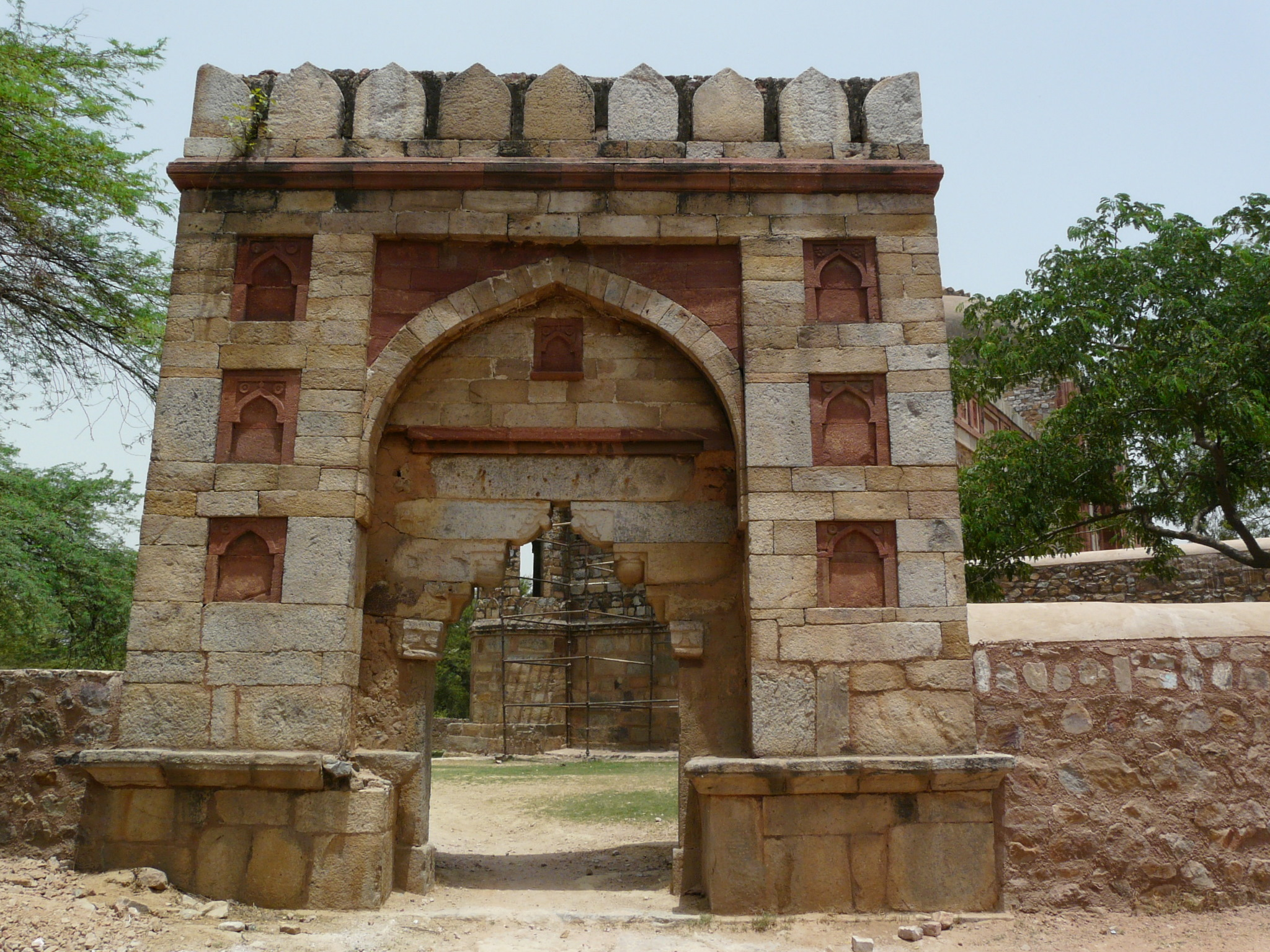
Ворота в мечеть с южной стороны

Мечеть Джамали-Камали окружена садом. Вход находится с южной стороны. Здание построено из красного известняка и декорировано мрамором. Мечеть является предвестником Могольского стиля архитектуры в Индии. Мечеть состоит из помещения для молитвы, большого внутреннего двора с пятью арками и купола над средней из арок. Высота арок увеличивается ближе к центру. Пазухи сводов декорированы медальонами и орнаментом. Самая высокая центральная арка украшена изящными рифлёными пилястрами и небольшим окном. В западной, обращенной к молящимся, стене находится ниша с михрабом. Ниша и стена украшены надписями из Корана. Галереи вокруг мечети служат для доступа к верхнему этажу и украшены по углам основного здания восьмиугольными башням. На противоположной от главного входа стороне мечети, в нишах, расположены окна.

## Описание гробницы

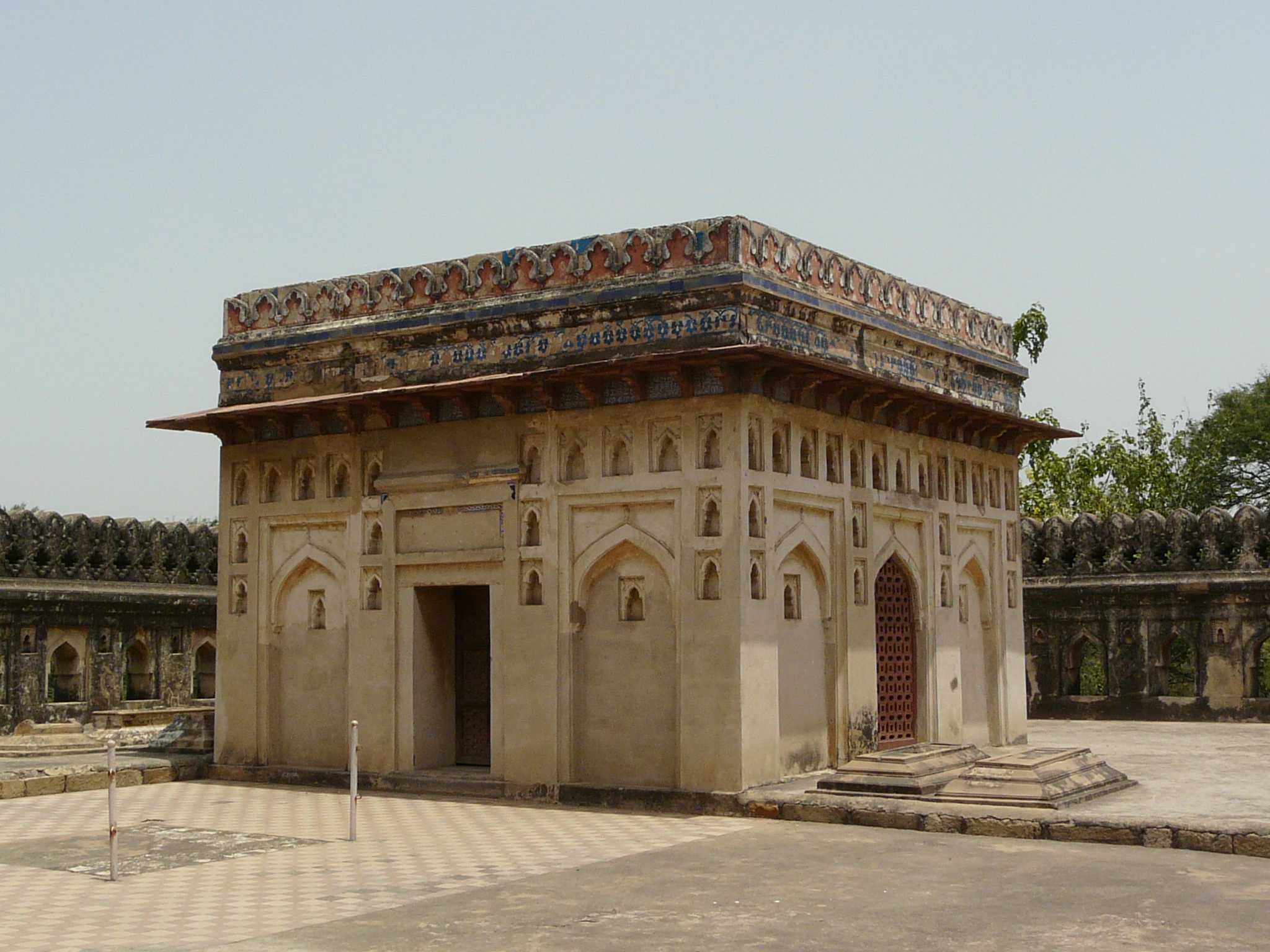
Вид около гробницы Джамали Камали

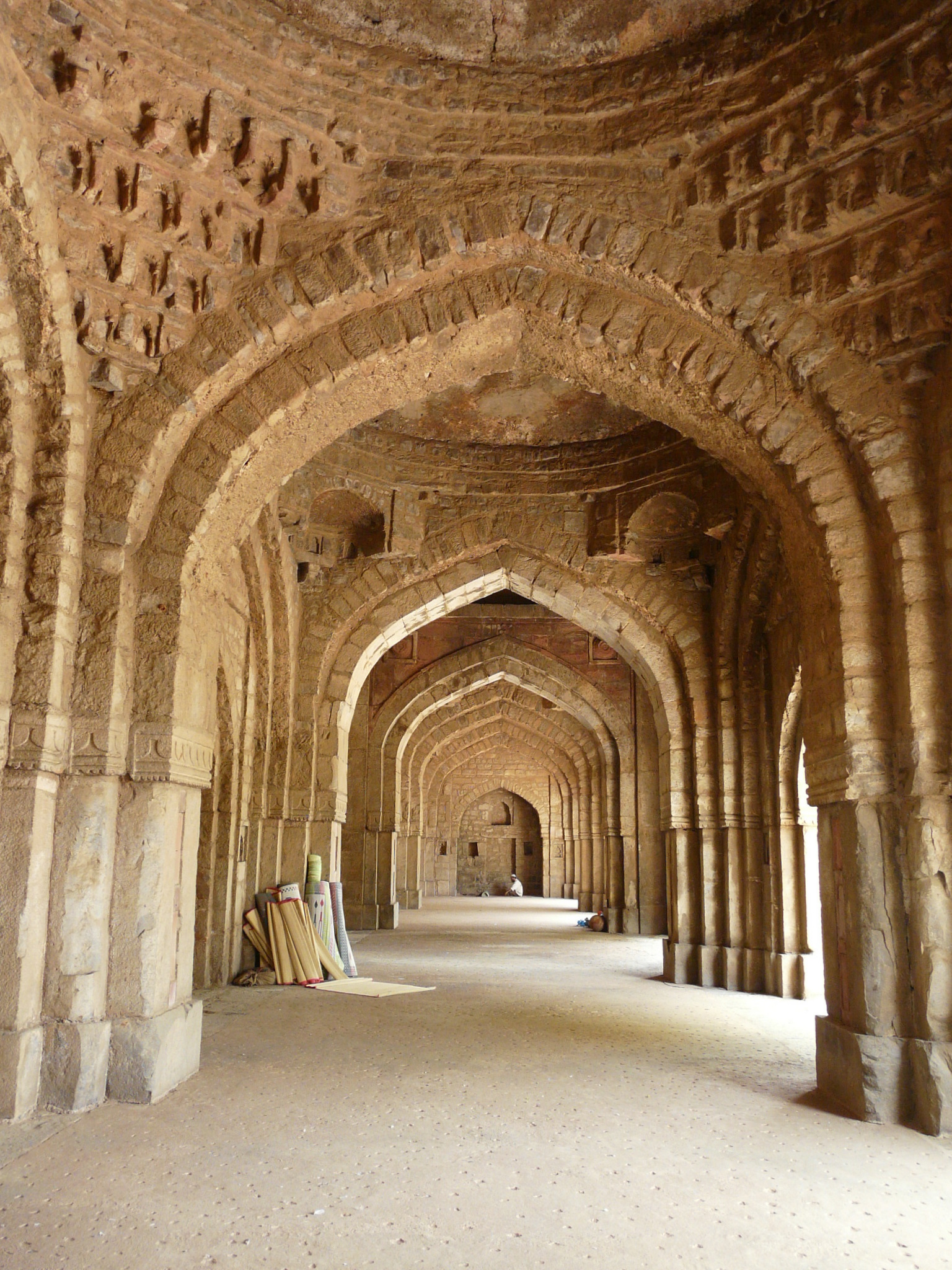
Галерея мечети

Гробница Джамали-Камали — богато декорированное квадратное в плане строение высотой 7,6 м с плоской крышей, расположенное у северной стороны мечети. Плоский потолок во внутреннем помещении гробницы богато украшен красным и синим орнаментом и цитатами из Корана. Стены инкрустированы разноцветными изразцами с выдержками из поэм Джамали. Люди говорили, что «зайти внутрь — это все равно, что попасть в ювелирную шкатулку». В гробнице находятся два мраморных надгробия: святого поэта и Камали. По одной из версий, имя Камали появилось как рифма к имени Джамали.

## Поэт Джамали
Джамали родился в семье суннитских торговцев. Путешествовал по Азии и Среднему Востоку, а затем, став известным поэтом, жил при дворе правителей Лоди и первых Моголов: Бабура и Хумаюна. Считается, что строительство гробницы было окончено во время правления последнего. Его поэзию относят к персидскому мистицизму той эпохи. Две самые известные работы — «Солнце и луна» и «Духовные странствия посвященных».

## Доступность
- Национальный аэропорт Индиры Ганди приблизительно 18 км.
- 11 км от железнодорожной станции Нью-Дели и железнодорожной станции Низамуддин

## Галерея

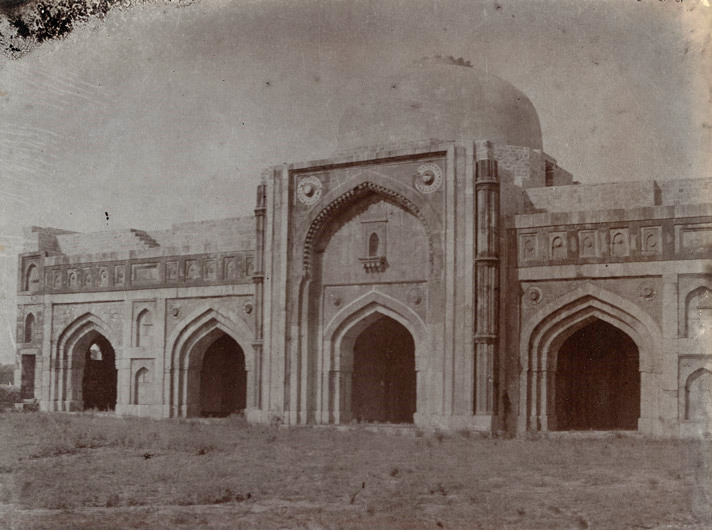
Вид фасада в 1885
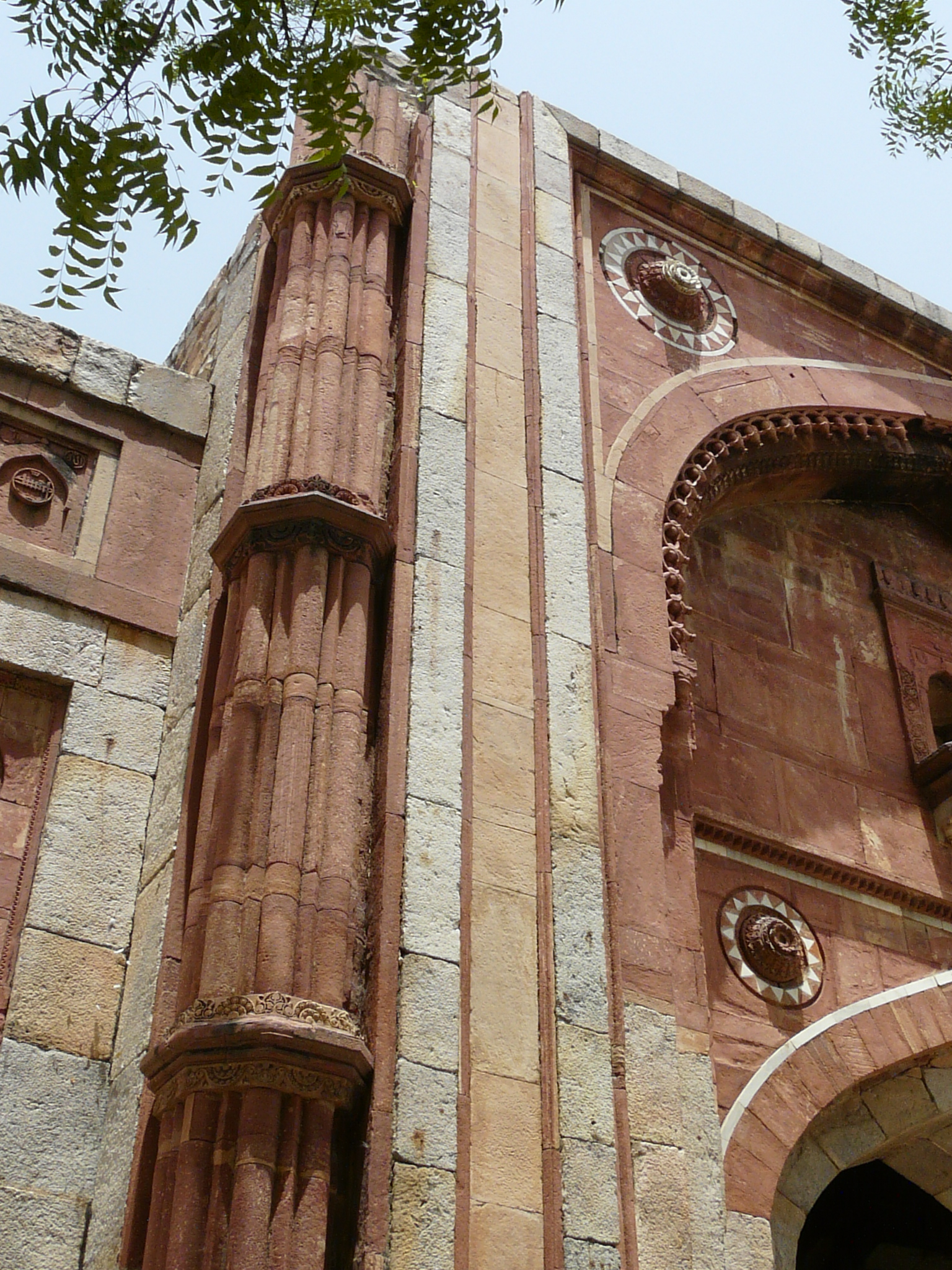
Декоративные башни по 4-м углам мечети
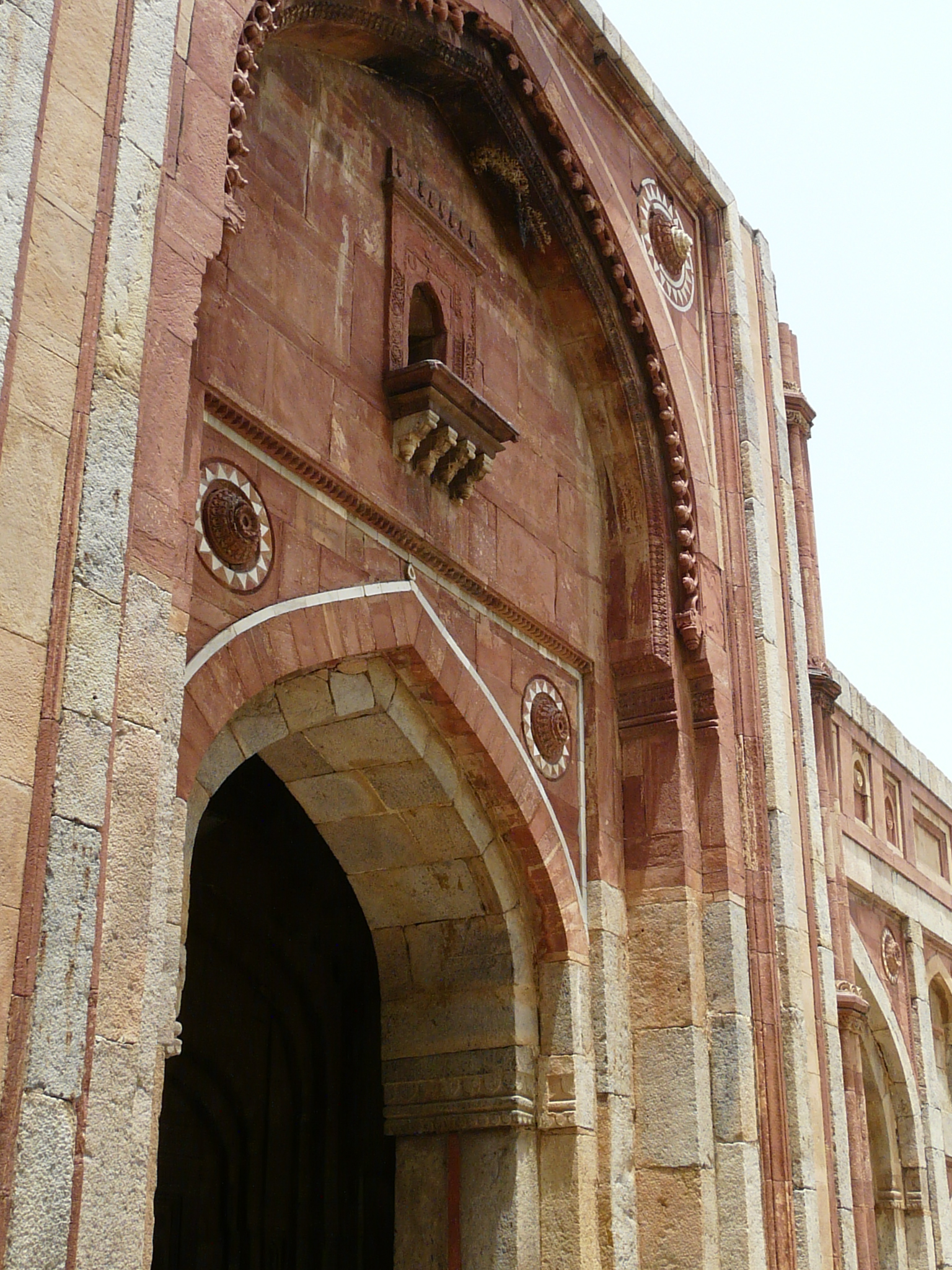
Центральная арка мечети
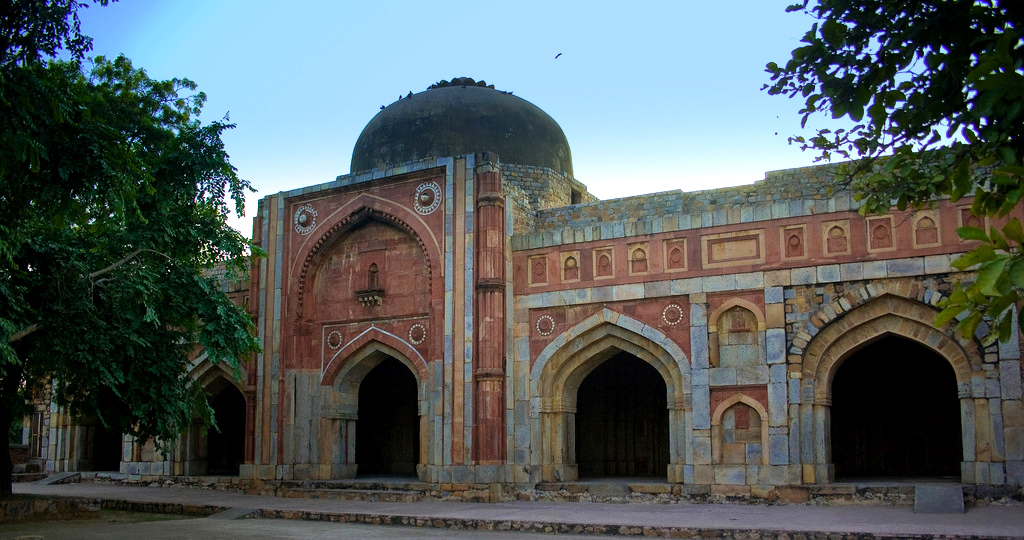
Вид мечети Джамали-Камали
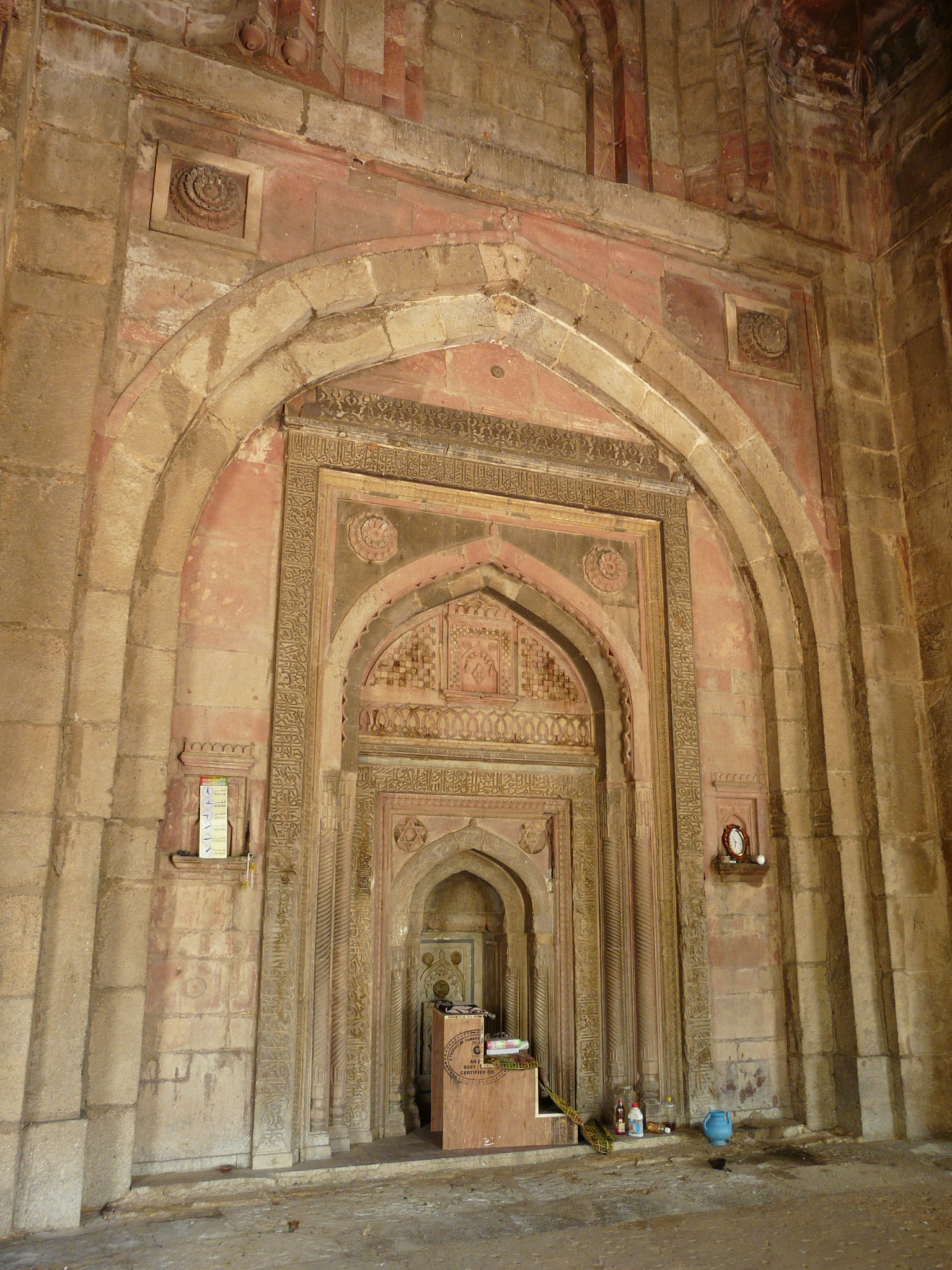
Михраб на западной стороне украшен надписями из Корана
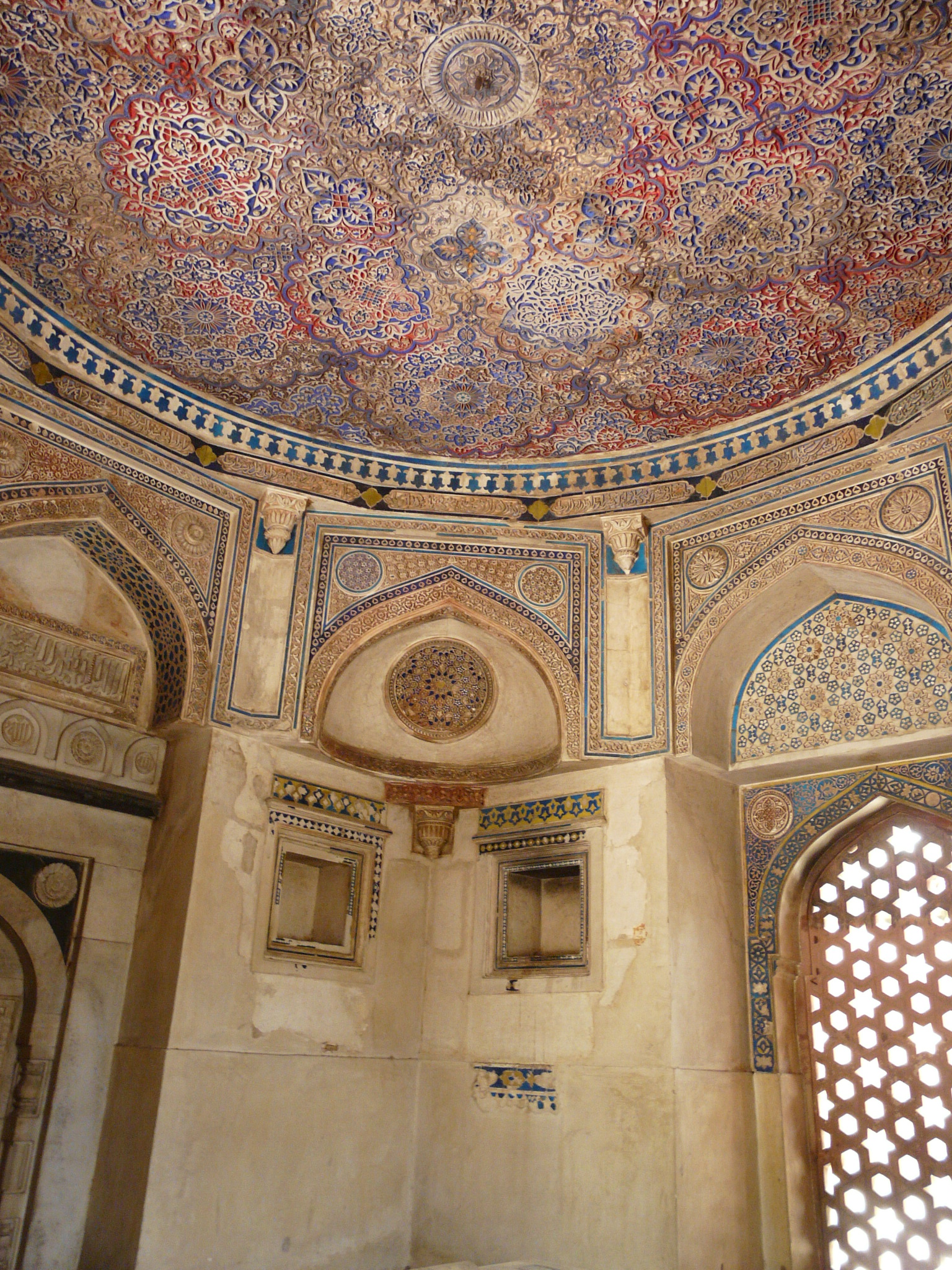
Внутреннее убранство гробницы
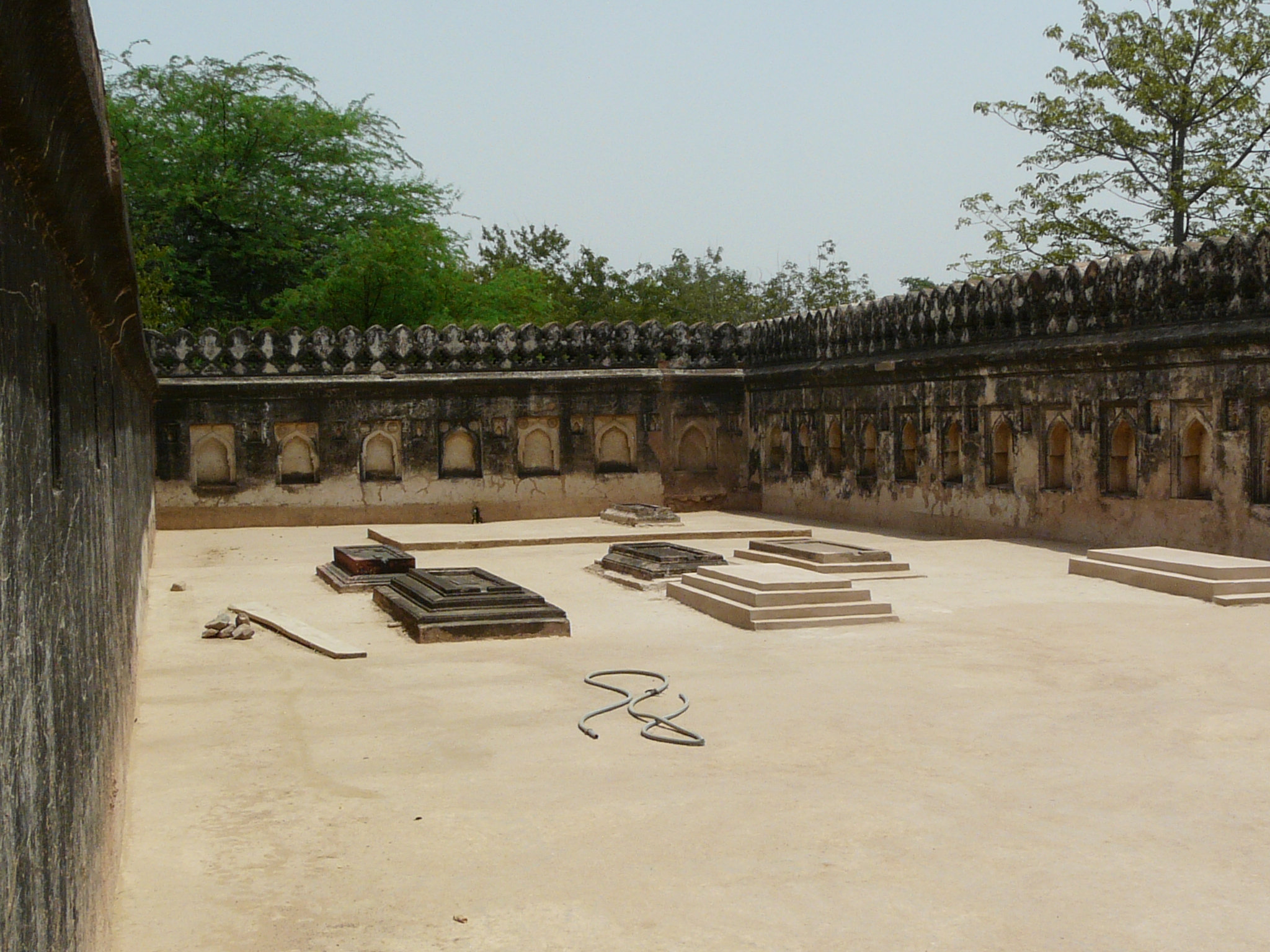
Захоронения на территории Джамали-Камали комплекса